# Оскар I (Швеция)
Оскар I (на шведски: Oscar I), роден като Жозеф-Франсоа Оскар Бернадот (на френски: Joseph François Oscar Bernadotte), е втори крал на Швеция и Норвегия от династията Бернадот от 1844 г. до смъртта си.

## Произход и ранни години
Роден е на 4 юли 1799 година в Париж, Първа Френска република. Баща му Карл XIV Йохан е основателят на властващата и днес в Швеция династия Бернадот. Майката му Дезире Клари е първа братовчедка на Наполеон Бонапарт, сестра ѝ Жули Клари била женена за брата на Наполеон – Жозеф. Дезире избира за кръстник на Оскар Наполеон Бонапарт.
Когато на 10 август 1810 г. Карл XIV Йохан е избран за престолонаследник на Швеция, малкият Оскар и майка му се преместват от Париж в Стокхолм (юни 1811). До отиването си в Швеция Оскар изповядва католицизма, но след това според шведските закони приема лутеранството.
От Карл ХIII, Оскар получава титлата херцог на Зьодерманланд. Той научава много бързо шведски език и по времето, когато достига пълнолетие, става всеобщ любимец на шведите. Неговите естествени таланти били допълнени от едно отлично образование. На 17 януари 1816 г. е избран за почетен член на Шведската кралска академия на науките, през 1818 г. е избран за канцлер на университета в Упсала, където остава един семестър.

## Брак с Жозефин Льойхтенбергска
Чрез пълномощник на 22 май 1823 г. в Лойхтенбергския дворец в Мюнхен и лично на сватбена церемония на 19 юни 1823 г. в Стокхолм Оскар се жени за принцеса Жозефин Льойхтенбергска, дъщеря на Йожен дьо Боарне, херцог на Лойхтенберг, и внучка на императрица Жозефин дьо Боарне. По линия на майка си принцесата е потомка на шведските крале Густав I, Карл IX и Густав Васа.
През 1824 кронпринцът Оскар и съпругата му посещават Осло, където се ангажират да направят монархията по-популярна. Вече като кронпринцеса Жозефин се намесва в политиката и действа като медиатор в споровете между съпруга си и баща му – краля.
Самата тя католичка, Жозефин се съгласява децата ѝ да бъдат възпитани като лутерани, за което получава и специално папско позволение. Самата тя довежда със себе си католически свещеник и посещава редовно католическите меси, които се провеждат в частния ѝ параклис. Самото лутеранско духовенство се обявява против брака ѝ, въпреки че самата кралица Дезире Клари също е католичка, но тя не живее в Швеция, а в Париж.
Първоначално бракът на Жозефин и Оскар потръгва добре и се оказва щастлив, тъй като двамата съпрузи споделят общи интереси, а изневерите на съпруга ѝ се оказват добре прикрити. Така, когато неговите изневери най-накрая са разкрити от Жозефин, тя се оказва дълбоко наранена и никога не успява да се почувства отново щастлива. През 1832 г. тя пише в дневника си, че от една жена се очаква да търпи изневерите на съпруга си и да страда в мълчание. През 1835 г. между нея и съпруга ѝ настъпва деветгодишна раздяла, която умело се прикрива от обществото, тъй като двамата редовно се показват заедно на публични събития. Отношенията им се подобряват едва след възцаряването на Оскар, който като крал остава верен на съпругата си.

## Управление
На два пъти още приживе на баща си Оскар става за кратко през 1824 и 1833 г. вицекрал на Норвегия. На престола се възкачва на 8 март 1844 г. под името Оскар I Шведски. Един от първите му актове след възкачването на престола е даването на свобода на пресата, а също и закона за равенство на братята и сестрите при наследяване, тъй като дотогава сестрите не са имали дял в наследството.
През 1832/34 г. довършва останалата незавършена поради внезапната смърт на младия композитор Едуард Брендлер, негова опера „Рино, странстващият рицар“.
Той създава флага и герба на обединените кралства Швеция и Норвегия, както и на 21 август 1847 г. норвежкия кралски орден „Свети Олав“, давайки по този начин на Норвежкото кралство негов собствен орден на рицарите. Също така Оскар I бил 968-ият рицар на ордена на „Златното руно“ в Испания.
През 1857 крал Оскар се разболява тежко, а кралицата полага усилия за подобряване на здравето му и решително се обявява срещу решението синът им да бъде назначен за регент, тъй като той е отявлен противник на намесата ѝ в политиката. Две години по-късно на 8 юли 1859 година Оскар умира на 60-годишна възраст.

## Деца
Жозефин ражда на Оскар I пет деца:
- Карл XV (1826 – 1872), крал на Швеция и Норвегия
- Густав (1827 – 1852)
- Оскар II (1829 – 1907), крал на Швеция и Норвегия
- Евгения (1830 – 1889)
- Август Шведски (1831 – 1873)